# Rajčinovićka Trnava
Rajčinovićka Trnava (en serbe cyrillique : Рајчиновићка Трнава) est un village de Serbie situé sur le territoire de la ville de Novi Pazar, district de Raška. Au recensement de 2011, il comptait 189 habitants.

## Démographie
| 1948 | 1953 | 1961 | 1971 | 1981 | 1991 | 2002 | 2011 |
| ---- | ---- | ---- | ---- | ---- | ---- | ---- | ---- |
| 508  | 606  | 644  | 485  | 466  | 350  | 208  | 189  |

|  |